# Niaceae
Niaceae is een botanische naam van een familie van schimmels. Het typegeslacht is Nia.

## Geslachten
De familie bestaat uit de volgende elf geslachten (peildatum maart 2022): 
- Cyphellopsis - 2 soorten
- Dendrothele - 62 soorten
- Digitatispora - 2 soorten
- Flagelloscypha - 37 soorten
- Halocyphina - 1 soort
- Lachnella - 133 soorten
- Maireina - 21 soorten
- Merismodes - 8 soorten
- Nia - 4 soorten
- Sphaerobasidioscypha - 1 soort
- Woldmaria - 1 soort